# 横吹町
横吹町（よこぶきちょう）は、愛知県名古屋市緑区の町名。丁番を持たない単独町名である。住居表示未実施。

## 地理
名古屋市緑区の北東部に位置し、東は鳴海町、西は平手南、南は水広、北は徳重と接する。

### 河川
- 扇川[1]

## 歴史

### 町名の由来
鳴海町の小字名横吹に由来する。「横吹」という地名については各地に所在するが、そのいずれも山に関係するもので、風が横に吹く場所を表すのだという。

### 沿革
- 1989年（平成元年）9月23日 - 緑区鳴海町の一部により、同区横吹町として成立[4]。

## 世帯数と人口
2019年（平成31年）3月1日現在の世帯数と人口は以下の通りである。
| 町丁   | 世帯数  | 人口    |
| ------ | ------- | ------- |
| 横吹町 | 460世帯 | 1,125人 |

### 人口の変遷
国勢調査による人口の推移
| 1995年（平成7年）  | 696人   | [ WEB 6 ]  |  |
| 2000年（平成12年） | 1,185人 | [ WEB 7 ]  |  |
| 2005年（平成17年） | 1,239人 | [ WEB 8 ]  |  |
| 2010年（平成22年） | 1,277人 | [ WEB 9 ]  |  |
| 2015年（平成27年） | 1,303人 | [ WEB 10 ] |  |

## 学区
市立小・中学校に通う場合、学校等は以下の通りとなる。また、公立高等学校に通う場合の学区は以下の通りとなる。なお、小・中学校は学校選択制度を導入しておらず、番毎で各学校に指定されている。
| 小学校                                        | 中学校               | 高等学校 |
| --------------------------------------------- | -------------------- | -------- |
| 名古屋市立鳴海東部小学校 名古屋市立徳重小学校 | 名古屋市立扇台中学校 | 尾張学区 |

## その他

### 日本郵便
- 郵便番号 : 458-0816[WEB 3]（集配局：緑郵便局[WEB 13]）。

### WEB
1. ↑  “愛知県名古屋市緑区の町丁・字一覧”.   人口統計ラボ. 2019年3月31日閲覧。
2. 1 2  “町・丁目(大字)別、年齢(10歳階級)別公簿人口(全市・区別)”.   名古屋市 (2019年3月20日). 2019年3月21日閲覧。
3. 1 2  “郵便番号”.  日本郵便. 2019年3月17日閲覧。
4. ↑  “市外局番の一覧”.   総務省. 2019年1月6日閲覧。
5. ↑  “緑区の町名一覧”.   名古屋市 (2015年10月21日). 2019年3月31日閲覧。
6. ↑  総務省統計局 (2014年3月28日). “平成7年国勢調査の調査結果(e-Stat) - 男女別人口及び世帯数 －町丁・字等”. 2019年3月23日閲覧。
7. ↑  総務省統計局 (2014年5月30日). “平成12年国勢調査の調査結果(e-Stat) - 男女別人口及び世帯数 －町丁・字等”. 2019年3月23日閲覧。
8. ↑  総務省統計局 (2014年6月27日). “平成17年国勢調査の調査結果(e-Stat) - 男女別人口及び世帯数 －町丁・字等”. 2019年3月23日閲覧。
9. ↑  総務省統計局 (2012年1月20日). “平成22年国勢調査の調査結果(e-Stat) - 男女別人口及び世帯数 －町丁・字等”. 2019年3月23日閲覧。
10. ↑  総務省統計局 (2017年1月27日). “平成27年国勢調査の調査結果(e-Stat) - 男女別人口及び世帯数 －町丁・字等”. 2019年3月23日閲覧。
11. ↑  “市立小・中学校の通学区域一覧”.   名古屋市 (2018年11月10日). 2019年1月14日閲覧。
12. ↑  “平成29年度以降の愛知県公立高等学校（全日制課程）入学者選抜における通学区域並びに群及びグループ分け案について”.   愛知県教育委員会 (2015年2月16日). 2019年1月14日閲覧。
13. ↑  “郵便番号簿 2018年度版” (PDF).   日本郵便. 2019年3月31日閲覧。

### 書籍
1. 1 2  名古屋市計画局 1992, p. 646.
2. ↑  名古屋市計画局 1992, p. 645.
3. ↑  榊原邦彦 2000, p. 176.
4. ↑  名古屋市計画局 1992, p. 862.